# Digital Research
Digital Research, Inc. (DR of DRI) was een Amerikaans softwarebedrijf dat werd opgericht in 1974 door Gary Kildall.

## Beschrijving
Kildall richtte DRI op om onder meer het CP/M-besturingssysteem en de grafische interface Graphics Environment Manager (GEM) verder te kunnen ontwikkelen. Hij werkte hier ook verder aan andere systemen als FlexOS, Multiuser DOS en DOS Plus. Kildall werkte als programmeur, terwijl zijn vrouw de commerciële leiding over het bedrijf had. Het bedrijf was het eerste grote softwarebedrijf in de microcomputerwereld, en was tot het begin van de jaren 80 de toonaangevende fabrikant van besturingssystemen voor personal computers.
Naast CP/M voor de Intel 8080 en Zilog Z80 ontwikkelde het bedrijf in 1979 ook MP/M, een multitasking en multi-user-versie van CP/M.
Digital Research ontwikkelde DR-DOS in 1988, een besturingssysteem dat compatibel is met MS-DOS. De poging om GEM, een gebruikersinterface met vensters, te gebruiken om te concurreren met de Windows-versies van Microsoft, die halverwege de jaren tachtig nog relatief weinig succes hadden, was slechts aanvankelijk succesvol. Digital Research ontwikkelde ook het gegevensformaat voor de multimedia-cd en lanceerde "Groliers Encyclopedia" op cd-rom, een lexicon dat als een van de eerste producten hypertekst voor navigatie gebruikte.
In 1991 werd het bedrijf verkocht aan Novell voor een bedrag van 79,5 miljoen Amerikaanse dollar.

## Trivia
- Oorspronkelijk startte het bedrijf onder de naam Intergalactic Digital Research.